# 横浜市開港記念会館

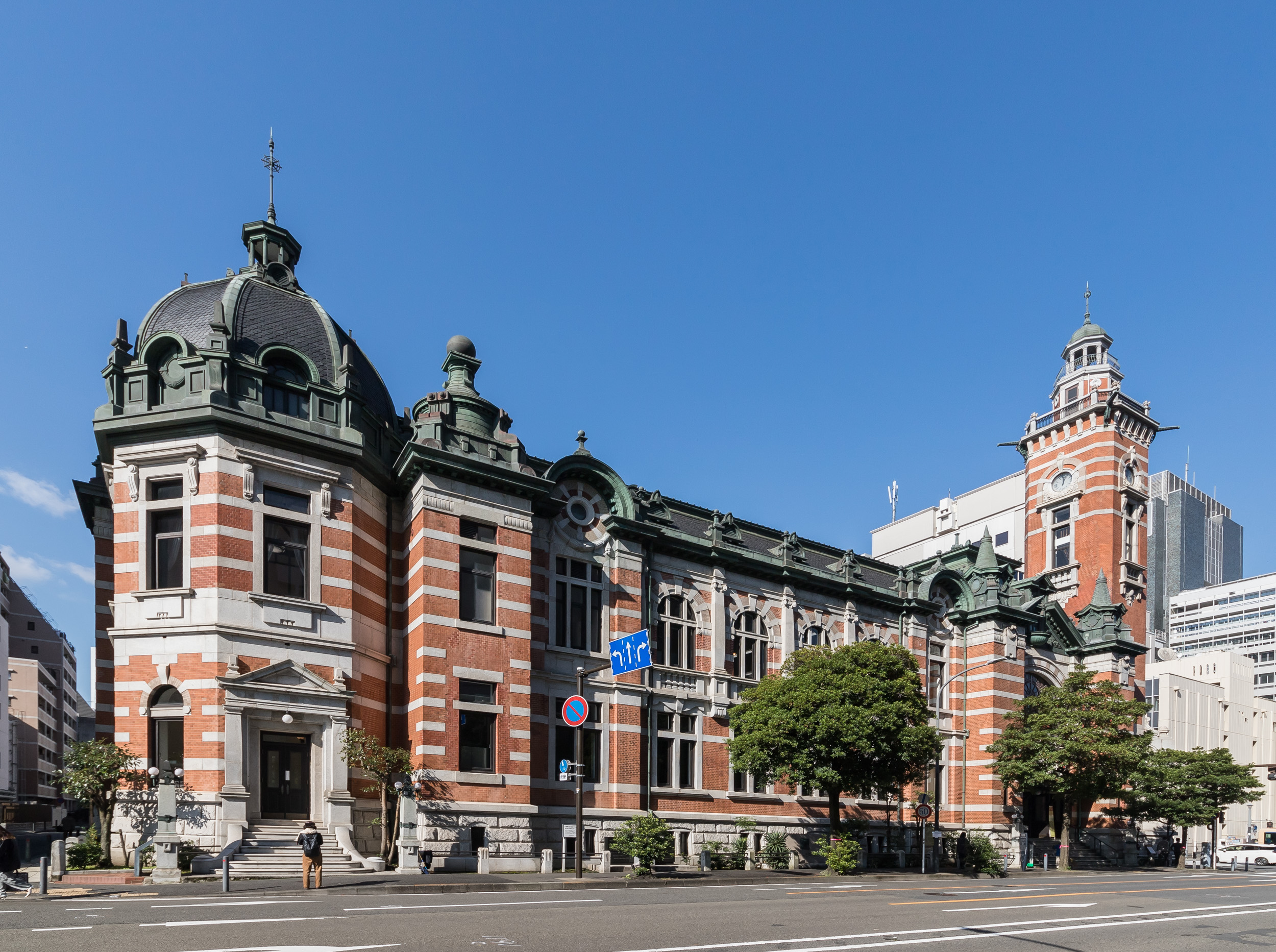
南側

横浜市開港記念会館（よこはましかいこうきねんかいかん）は、神奈川県横浜市中区の関内地区にある歴史的建造物。国の重要文化財。

## 概要
1909年（明治42年）の横浜港開港50周年記念事業として、1913年（大正2年）に計画が出され翌年着工、1917年（大正6年）に完成した。関東大震災時に全焼したが、1927年（昭和2年）に初期の建築を復元した状態で再建された。昭和2年の再建時に省かれたドーム部が1989年（平成元年）に再建されると同時に、国の重要文化財に指定された。
現在も横浜市中区公会堂として利用されている。
大阪市中之島公会堂などと並び、大正期の公会堂建築の中では有名な建築物の一つである。設計原案ならびに基本構造設計は福田重義と山田七五郎が行った。建築当初の建築様式は、辰野式フリークラシックと呼ばれる様式で、関東大震災後、構造補強が施され、いわゆる復興デザインが加えられた。
時計塔の高さは約36mで、「ジャックの塔」の愛称で親しまれており、神奈川県庁本庁舎（キングの塔）、横浜税関本関庁舎（クイーンの塔）と共に「横浜三塔」の一つに数えられる。

## 歴史
- 1909年（明治42年）：横浜港開港50周年祭において開港記念会館を本町一丁目に建設することが決まる。建設にあたっては市の有志から寄付金50万円を募ることとした[2]。
- 1913年（大正 2年）：2月、建築用地、坪数の確定。設計案のコンペが実施され、9月23日の審査委員総会の結果、100点の応募図案の中から1等に福田重義、2等に西村好時、3等に藤村朗の図案を当選した[2]。
- 1914年（大正 3年）：9月12日起工[3]
- 1916年（大正 5年）：5月15日上棟式[3]
- 1917年（大正 6年）：6月30日竣工、7月1日開港記念横浜会館の名称で開館[3]。開館式には大隈重信・徳川家達が臨席した[2]。
- 1923年（大正12年）：関東大震災により倒壊。時計塔と壁体の一部のみが、かろうじて残存した。
- 1927年（昭和 2年）：震災復旧工事が竣工。ただしドーム屋根は復元されなかった。
- 1945年（昭和20年）：太平洋戦争終戦後、連合国進駐軍により接収される。進駐軍兵站司令部 (Logistic Command) として使われた。通称名は「メモリアルホール」
- 1958年（昭和33年）：接収解除。
- 1959年（昭和34年）：横浜市開港記念会館に名称変更。
- 1985年（昭和60年）：横浜市内で創建時の設計図が発見される。
- 1989年（平成元年）：ドーム屋根等が横浜市により復元される[4]。9月2日に国の重要文化財に指定される。
- 2007年（平成19年）：近代化産業遺産に認定される。

## 施設

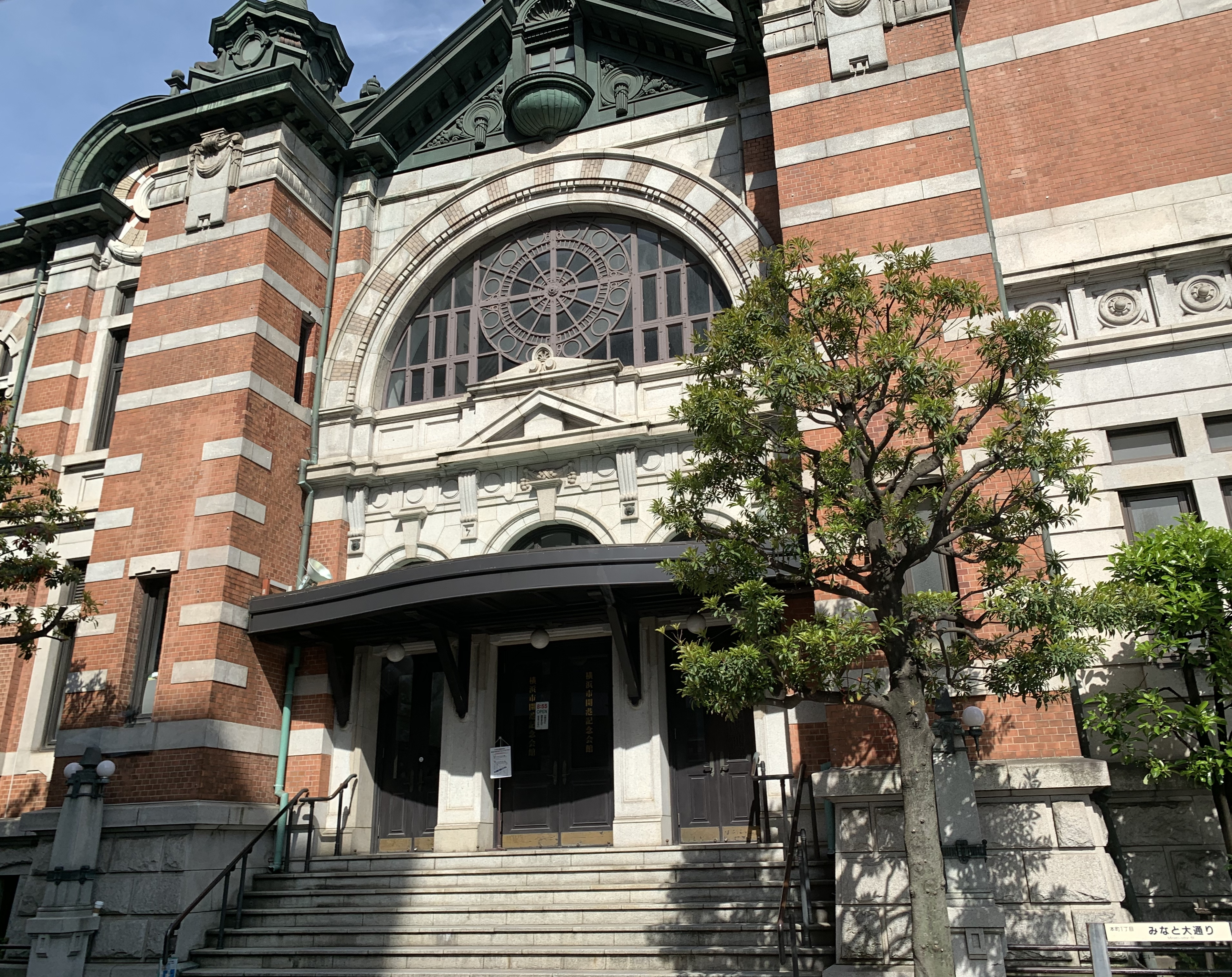
入口

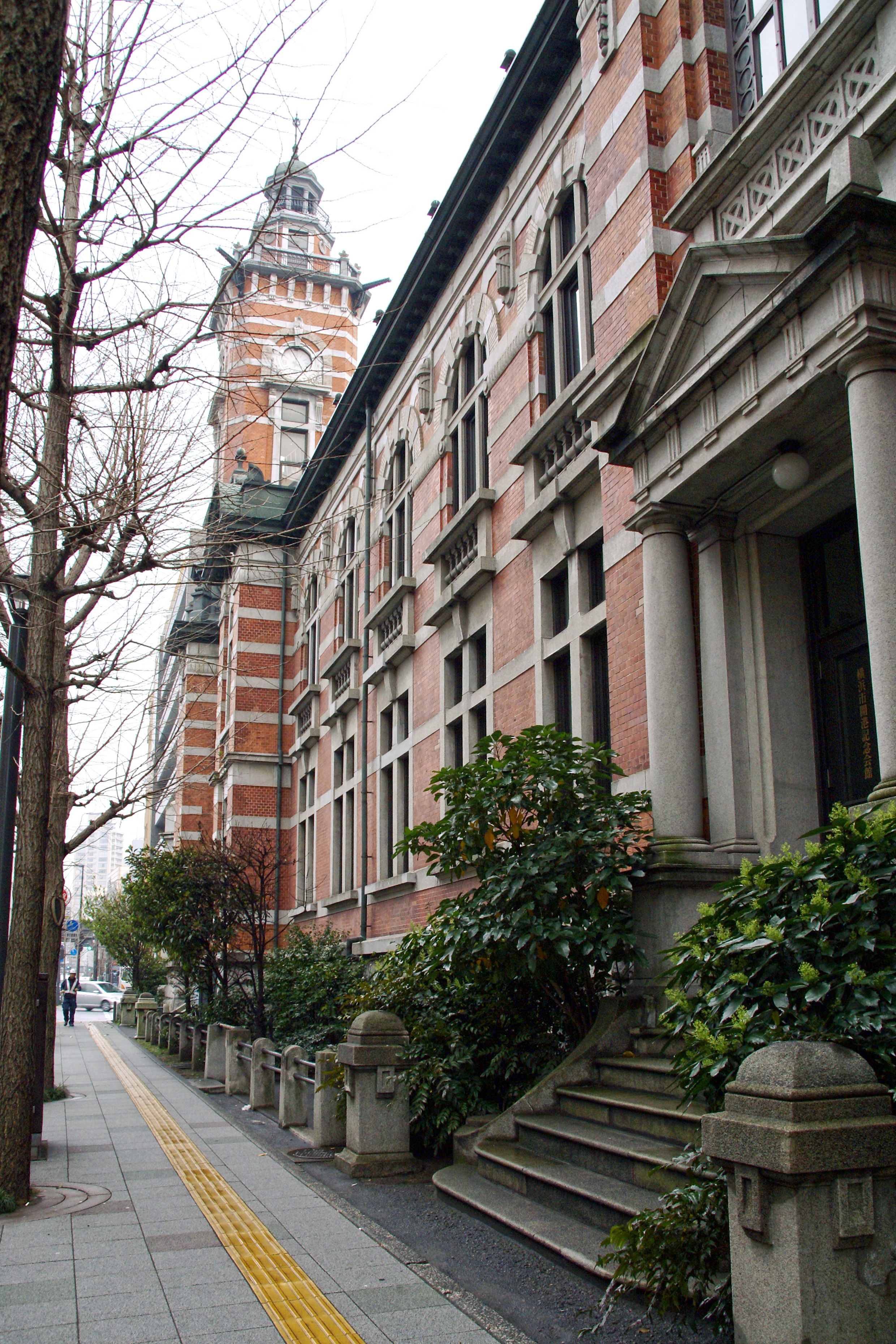
北入口

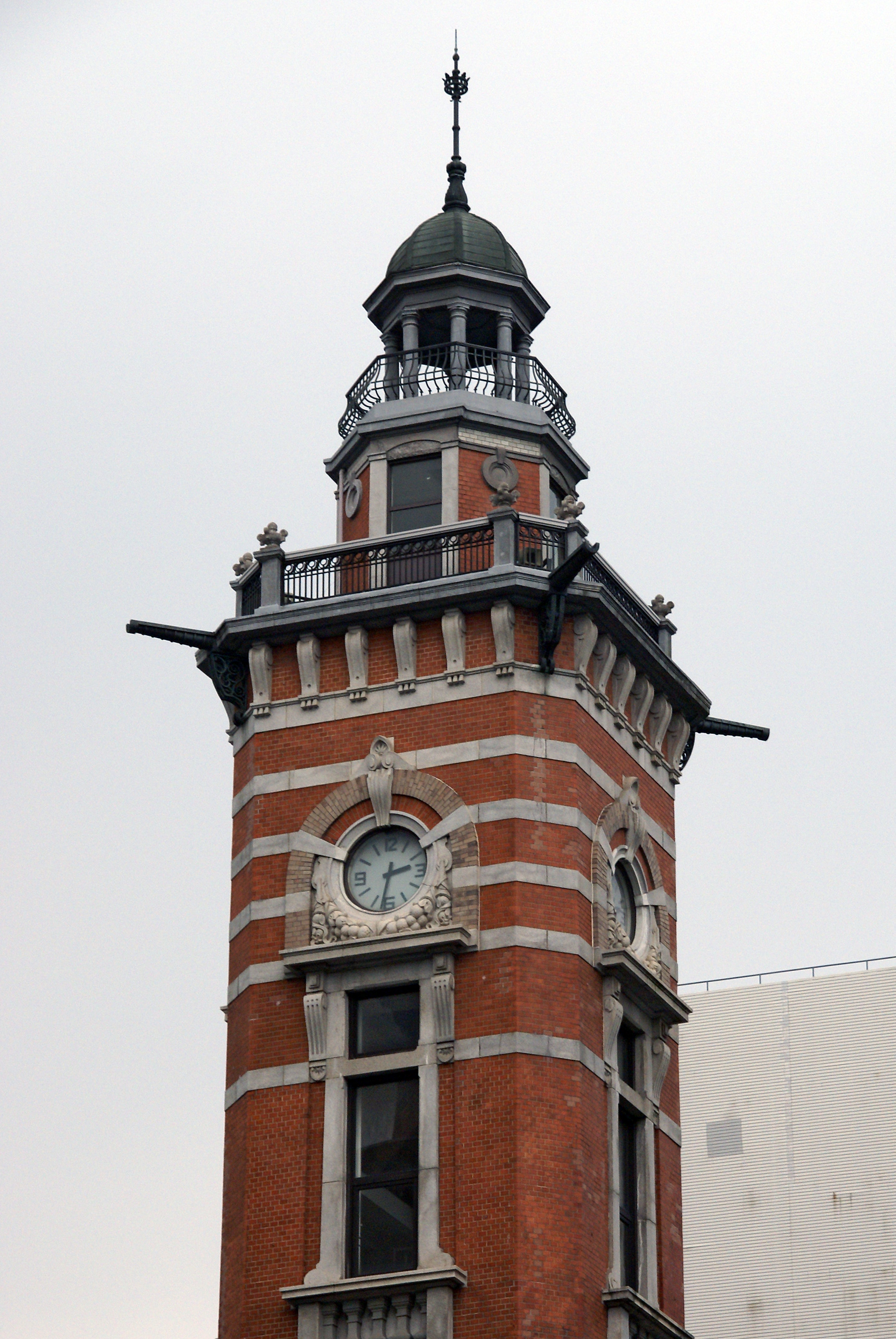
時計塔

地上2階、地下1階に加えて、1塔を有する。初期の大正期から進駐軍接収時までは地下階はダンスホール、食堂等として使われていたが、現在はボイラー機械室としており、一般利用に供していない。
- 講堂（481席）
- 会議室（9室）
- 資料コーナー
- 自動販売機コーナー
- 事務室

## 建築概要
- 設計：山田七五郎、佐藤四郎（原案は福田重義）
- 竣工：1917年（大正6年）
- 建築面積：1,520m2
- 延床面積：4,426m2
- 構造・規模：煉瓦造（一部RC、SRC造）、地上2階建+塔屋5階建、地下1階建
- 所在地：〒231-0005 神奈川県横浜市中区本町1-6

## 交通アクセス
- JR・地下鉄 関内駅 徒歩10分
- JR・地下鉄 桜木町駅 徒歩18分
- みなとみらい線 日本大通り駅 徒歩1分